# SpX-DM1
SpX-DM1 var det första obemannade testet av rymdfarkosten Dragon 2 i omloppsbana runt jorden. Farkosten transporterade last till och från rymdstationen ISS.
Den sköts upp med en Falcon 9-raket, från Kennedy Space Center den 2 mars 2019.
Efter att ha testat ett antal olika säkerhetsfunktioner fick farkosten tillstånd att docka med rymdstationens International Docking Adapter den 3 mars 2019.
Den 8 mars 2019 lämnade farkosten rymdstationen. Några timmar senare återinträdde den i jordens atmosfär och landade i Atlanten, utanför Floridas kust.

## Ripley
För att kartlägga G-krafterna som farkosten utsattes för under hela flygningen, fanns en krockdocka ombord på kapseln. SpaceX gav dockan namnet Ripley, efter huvudfiguren i Alien-filmerna.